# John Price Wetherill Medal
Die John Price Wetherill Medal war ein Wissenschafts- und Technik-Preis des Franklin Institute.
Er ist nach John Price Wetherill (1844–1906) benannt, Erfinder eines magnetischen Trennverfahrens.
Er wurde bis zur Reorganisation der Preise des Franklin Institute 1998 vergeben.

## Preisträger
- 1926 Frank Twyman, Wagner Electric Corporation
- 1927 Carl Akeley, North East Appliances Inc.,
- 1928 Albert S. Howell, Frank E. Ross
- 1929 Gustave Fast, William H. Mason, Johannes Ruths
- 1930 Charles S. Chrisman, William N. Jennings
- 1931 Thomas Tarvin Gray, Arthur J. Mason, Edwin G. Steele, Walter L. Steele, Henry M. Sutton, Edward C. Wente
- 1932 Halvor O. Hem, Monroe Calculating Machine Company, Carl George Munters, Baltzar von Platen, Frank Wenner
- 1933 Henry S. Hulbert, Industrial Brownhoist Corporation, Koppers Company, Francis C. McMath, Robert R. McMath
- 1934 E. Newton Harvey, Alfred L. Loomis, Johannes B. Ostermeier
- 1935 F. Hope-Jones, Francis Ferdinand Lucas, Robert E. Naumburg, William H. Shortt, James Edmond Shrader, Louis Bryant Tuckermann, Henry Ellis Warren
- 1936 Albert L. Marsh
- 1939 William Albert Hyde
- 1940 Laurens Hammond, Edward Ernst Kleinschmidt, Howard L. Krum
- 1941 Harold Stephen Black
- 1943 Robert Howland Leach
- 1944 Richard C. DuPont, Willem Fredrik Westendorp
- 1946 Lewis A. Rodert
- 1947 Kenneth Seymour Moorhead Davidson
- 1948 Wendell Frederick Hess
- 1949 Edgar Collins Bain, Thomas L. Fawick
- 1950 Donald William Kerst, Sigurd Varian, Russell Varian
- 1951 Samuel C. Collins, Reid Berry Gray, Gaylord W. Penney
- 1952 Martin E. Nordberg, Harrison P. Hood, Albert J. Williams Junior,
- 1953 Robert H. Dalton, Stanley Donald Stookey
- 1954 William D. Buckingham, Clarence Nichols Hickman, Edwin T. Lorig
- 1955 Louis M. Moyroud, Rene A. Higonnet, Jacques Yves Pierre SeJournet
- 1957 Warren W. Carpenter, Martin Company,
- 1958 Henry Boot, J. Sayers
- 1959 Robert B. Aitchison, Archer J. P. Martin, A. T. James, Clarence Zener, R. L. M. Synge
- 1960 Raimond Castaing, Walter Juda, Victor Vacquier
- 1961 Albert E. Hitchcock, Percy W. Zimmerman
- 1962 Ernest Ambler, Raymond Webster Hayward, Dale Dubois Hoppes, Ralph P. Hudson, Stanley Donald Stookey, Chien-Shiung Wu
- 1963 Daryl M. Chapin, Calvin Souther Fuller, Gerald L. Pearson
- 1964 Howard Aiken, John Eugene Gunzler, John Kenneth Hulm, Bernd Matthias
- 1965 Edward Ching-Te Chao, Wendell F. Moore, John Hamilton Reynolds, Frederick D. Rossini, Eugene Shoemaker, Fred Noll Speiss
- 1966 Howard G. Rogers
- 1967 Ernest Omar Wollan
- 1968 Nathan Cohn
- 1969 George R. Cowan, John J. Douglass, Arnold H. Holtzman
- 1970 Paul D. Bartlett
- 1971 Felix Wankel
- 1972 Otto Herbert Schmitt
- 1973 A. R. Howell
- 1974 Aage Bohr, Ben Mottelson
- 1975 Donald Newton Langenberg, William Henry Parker, Barry Norman Taylor
- 1976 Herbert Blades, James W. Cronin, Val Fitch
- 1978 William Klemperer
- 1979 Elias Burstein
- 1980 Ralph Alpher, Robert Herman
- 1981 Frank F. Fang, Alan B. Fowler, W. F. Howard, Frank Stern, Philip Stiles
- 1982 Lawrence A. Harris
- 1984 Eugene Garfield
- 1985 Lynn A. Conway, Carver A. Mead
- 1986 Alvin Van Valkenburg
- 1987 Dennis H. Klatt
- 1990 Akito Arima
- 1991 Peter John Twin
- 1992 Gerald E. Brown
- 1994 Stirling A. Colgate
- 1997 Federico Capasso